# Mathu Joyini
Mathu Joyini (geb. vor 1991) ist eine südafrikanische Diplomatin. Sie ist seit Januar 2021 ständige Repräsentantin ihres Landes bei den Vereinten Nationen, von 2021 bis 2023 leitet sie die Kommission der Vereinten Nationen zur Rechtsstellung der Frau (UNCSW).

## Ausbildung
Mathu Joyini studierte Betriebswirtschaft an der Wits Business School und erwarb dort einen Bachelor- und Masterabschluss, im Anschluss absolvierte sie ein Masterstudium in Sozialarbeit an der University of Pennsylvania in Philadelphia. Sie erwarb Zertifikate für Integral Coaching an der Universität Kapstadt und für Mediation an der Swiss Peace Foundation.

## Karriere
Von 1991 an bekleidete Mathu Joyini verschiedene Management- und Leitungspositionen in der Bergbau- und Ölindustrie (Excel Petroleum), der Finanzwirtschaft (Southern Life) und als Beraterin (Deloitte and Touche und Sediba Consulting).
Im Januar 2001 wechselte sie in die südafrikanischen Regierung. Von 2008 bis 2010 war sie stellvertretende Generaldirektorin für Human Resources im Department of International Relations  (DIRCO).
Von 2010 bis 2015 war sie Ständige Repräsentantin Südafrikas bei der Internationalen Meeresbodenbehörde (ISA) und Hohe Kommissarin und Botschafterin bei sechs lateinamerikanischen und karibischen Staaten.
2016 wurde sie stellvertretende Generaldirektorin (etwa Staatssekretärin) am südafrikanischen Department of International Relations and Cooperation (Außenministerium) und Leiterin an der  Diplomatic Academy sowie der Mediation Support Unit.
2021 wurde Mathu Joyini Ständige Repräsentantin ihres Landes bei den Vereinten Nationen, in dieser Funktion war sie von 2021 bis 2023 Vorsitzende der Kommission der Vereinten Nationen zur Rechtsstellung der Frau (UNCSW).

## Positionen
In ihrer Antrittsrede 2021 als Ständige Vertreterin Südafrikas vor der UN-Vollversammlung wies sie auf die seit Jahrzehnten diskutierten und weiter ausstehenden Reformen am UN-Sicherheitsrat hin. Im sogenannten Ezulwini Consensus von 2015 war die Forderung erhoben worden, die permanenten und nicht permanenten Sitze im Sicherheitsrat nach neuen Prinzipien zu vergeben, um seinen Entscheidungen mehr Effektivität und Legitimität zu verleihen.
2022 wurde die von Mathu Joyini offiziell vertretene Position Südafrikas zum Russischen Überfall auf die Ukraine kontrovers diskutiert. Südafrika hatte sich in der UN-Generalversammlung als BRICS-Staat sich wie 34 andere Länder der Stimme enthalten, als über eine Resolution abgestimmt wurde, die den Einmarsch Russlands in die Ukraine scharf verurteilte und Russland aufgeforderte, „unverzüglich, vollständig und bedingungslos“ alle militärischen Streitkräfte abzuziehen. Diese Enthaltung war auch in Südafrika umstritten.
Joyini ist Mitglied der International Gender Champions, die sich für Geschlechtergleichstellung in nationalen und internationalen Organisationen einsetzt.